# Trithrinax acanthocoma
Trithrinax acanthocoma är en enhjärtbladig växtart som beskrevs av Carl Georg Oscar Drude. Trithrinax acanthocoma ingår i släktet Trithrinax och familjen Arecaceae. Inga underarter finns listade i Catalogue of Life.

## Bildgalleri

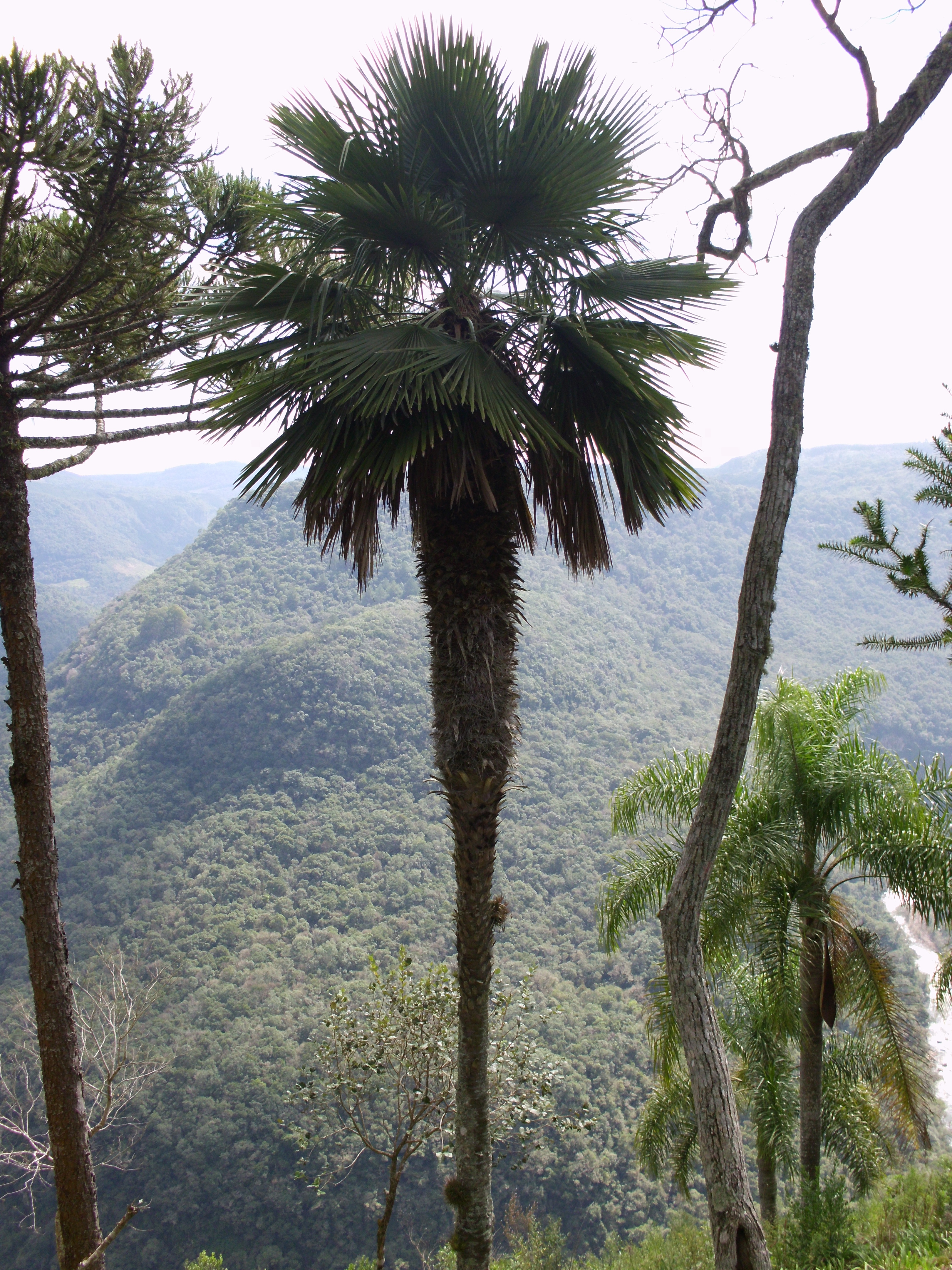